# Palacio de Ocomo

Imagen de serpiente bicéfala encontrada en un sello de arcilla prehispánico (fue descubierto por el finado arqueólogo Phil C. Weigand), procede de las cercanías de Oconahua y se ha convertido en emblema de la localidad y del sitio arqueológico.

El Palacio de Ocomo, zona arqueológica ubicada en Oconahua, municipio de Etzatlán, en el estado de Jalisco (México), es un sitio que fue construido entre el año 350 y el 900; a partir de la última fecha comenzó a decaer.

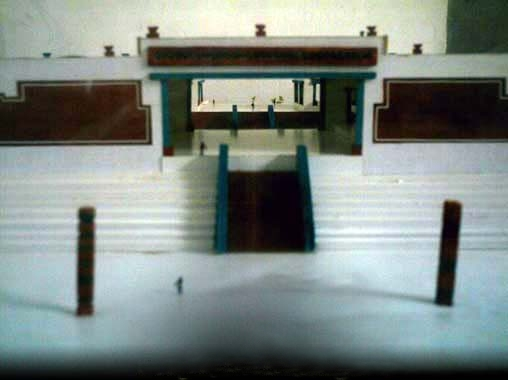
Maqueta del palacio de Ocomo. Se resguarda en la biblioteca municipal. Está basada en la representación del Palacio de los Reyes de Texcoco ilustrada en el códice Quinatzin.

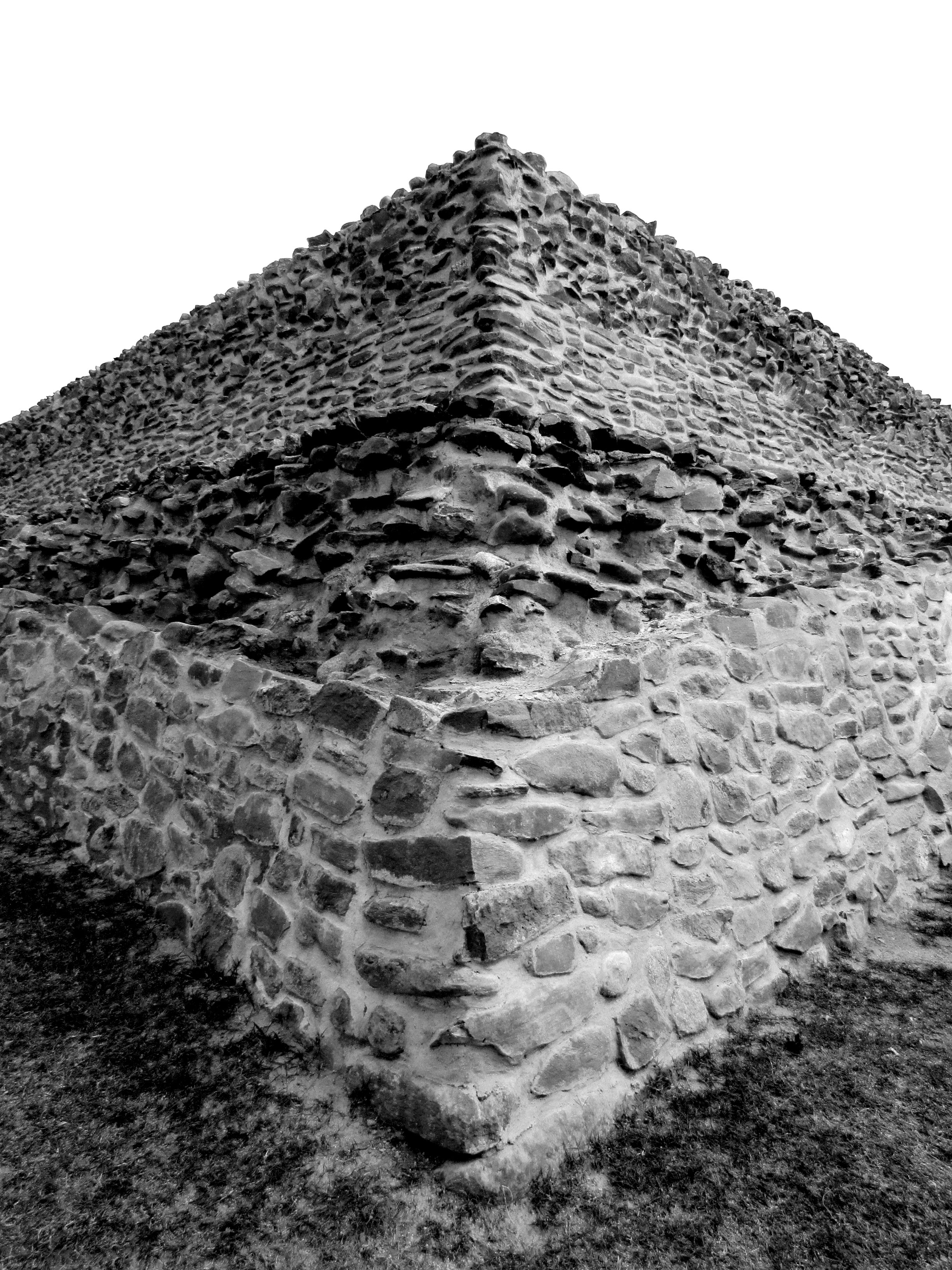

El Palacio de Ocomo es uno de los Técpan o palacio prehispánico más grandes del México Antiguo, tiene 125 metros por lado, por 6 metros de altura en su punto más alto, con plazuela exterior que mide 70 x 50 metros. El edificio está “compuesto por cuatro plataformas que cierran un patio interior, fue construido en tres etapas, quizás cuatro, en un período que bien pudo comprender entre los años 600 al 700” según el arqueólogo Eric Cach. Hay una plaza elevada exterior al lado norte que mide 180 x 50 metros y el edificio en su conjunto tiene forma de una “u” semicerrada. Entre sus características constructivas más notorias está el hecho de que en realidad la estructura es resultado de la fusión de cuatro plataformas independientes primordialmente; de la conjunción de dichas estructuras resultó el monumento que hoy se puede apreciar. 

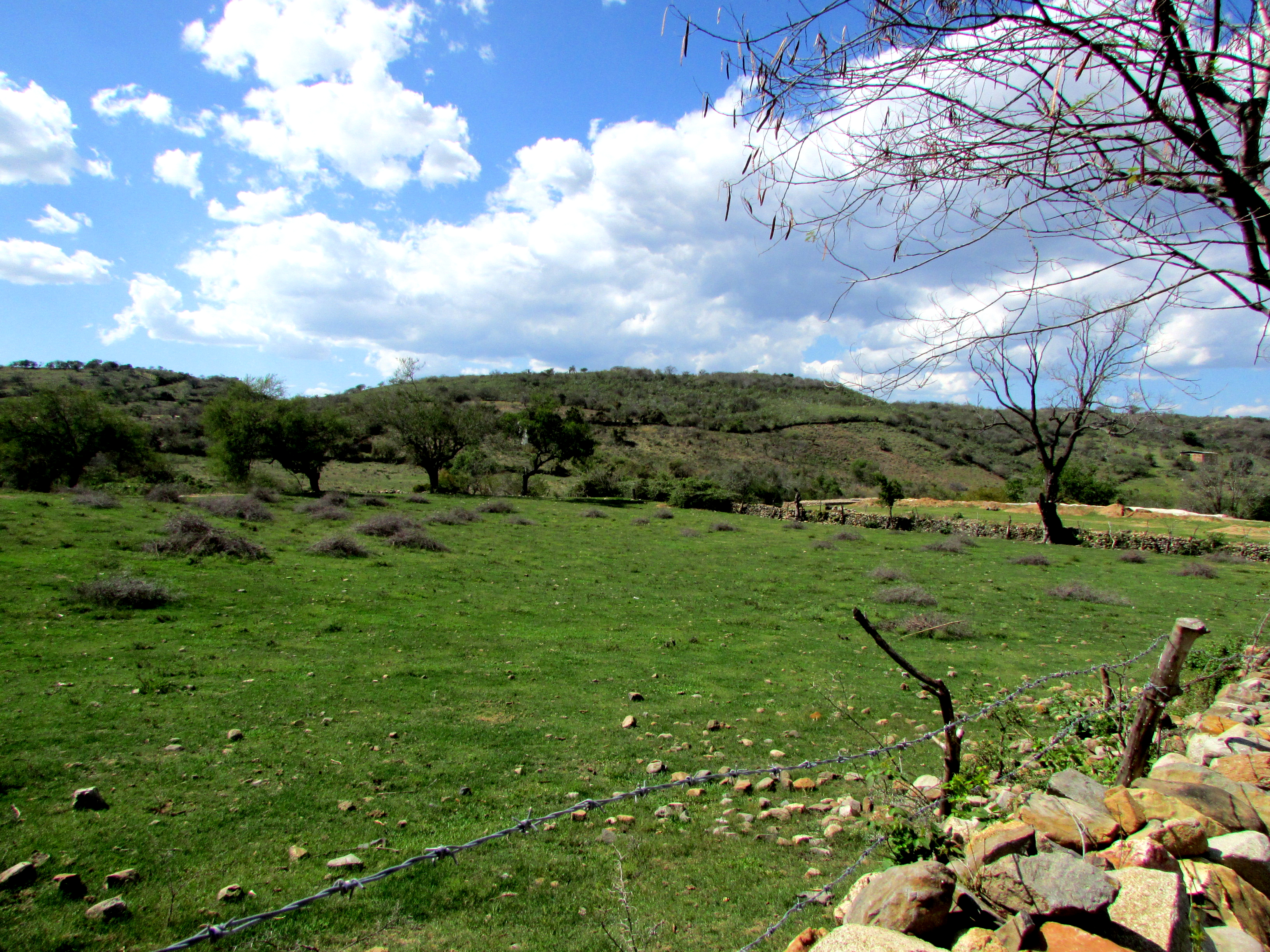
Patio del Palacio de Ocomo

Además, es considerado el edificio más monumental de este estilo en el Occidente de México, ya que mide más de 1000 metros cuadrados; es también el punto clave del epiclásico para entender la arqueología de gran parte de Jalisco.
- Datos: Q7126316
- Multimedia: Palacio de Ocomo archaeological site / Q7126316